# Christoph Welsinger
Christoph Welsinger (* im 15. oder 16. Jahrhundert) war Doktor der Rechte, ein deutscher bischöflicher Rat und dann Kanzler des Fürstbistums und Hochstifts Straßburg während der Episkopate von Wilhelm von Hohnstein und besonders von Erasmus Schenk von Limburg. Durch die Beratung und die wiederholten Stellvertretungen, die er für die geistlichen Fürsten unter anderem auf den Reichstagen ausgeübt hat, stand er mitwirkend inmitten des politischen Geschehens des Heiligen Römischen Reichs und der regionalen Politik der Landgrafschaft Elsass. Die elsässische bikulturelle Familie Welsinger fungierte als Bindeglied zwischen den französischen und deutschen Territorialstaaten, indem sie als Gesandte und Vermittler jeweils in dem einen oder anderen Land tätig waren.

## Familie Welsinger

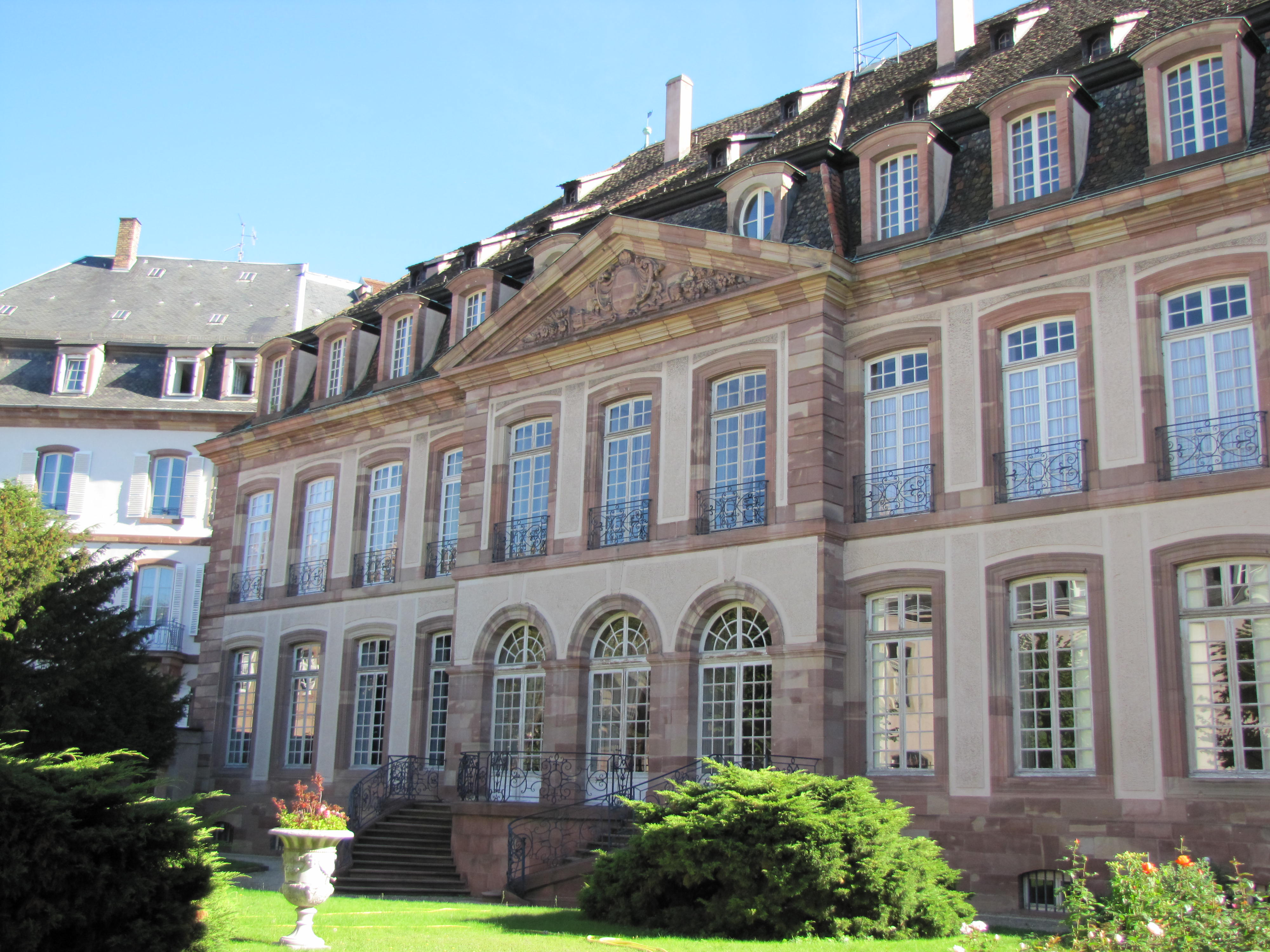
Bischöflicher Palast Straßburg

In manchen Quellen liest man die patronymische Variante Wölsinger. Im 16. Jahrhundert werden in den Urkunden und Quellen drei Würdenträger namens Welsinger je nach Kanzleisprache erwähnt:
- Christoph (Christoff, Christophe);
- Philipp (Philippe);
- Hans-Jakob (Jean-Jacques);

In der Korrespondenz von Kardinal Jean du Bellay erfährt man, dass Christoph und Philipp Brüder sind. Philipp wird als Vogt von Meimbach und Statthalter der Kommende des Johanniterordens von Colmar vorgestellt.
Die Verwandtschaft mit Hans-Jakob ist quellenmäßig nicht zweifellos belegt. Dennoch als Jean Sturm am 25. April 1546 an Jean du Bellay einen Brief schrieb, dem er ein offizielles Schreiben des Fürstbischofs von Straßburg, des Vorgesetzten von Kanzler Christoph Welsinger, beifügte und den er durch die Vermittlung von dem sogenannten Zaberner Antonius zustellen ließ, wünschte er sich erstaunlicherweise, dass die Sache Hans-Jakob Welsinger schnell geklärt werden solle. (Zabern war die Residenzstadt des Straßburger Bischofs.) Sturm, der Bote Antonius und Bischof Erasmus vertreten hier die Straßburger Partei, die scheinbar ein Interesse hat, dass die von du Bellay repräsentierte französische Seite den Fall Welzinger löst. Der im Brief geheim klingende Fall Welsinger war eigentlich der Tod von dem königlichen Sekretär Hans-Jakob. Zwischen Frankreich und Straßburg war anscheinend klar, wovon die Rede war, was darauf hindeutet, dass alle Parteien den Betroffenen gekannt haben und der Zwischenfall den einen oder den anderen in Verlegenheit bringen könnte.
Hans Jakob Welsinger wurde am 12. Mai 1543 als „Notarius und Secretarius“ des französischen Königs François I. eingesetzt. Er übte sein Amt etwa 2 Jahre lang aus, denn die königliche Verordnung des 30. April 1546 ernannte Pierre Potier, Herrn von Saint-Helix, anstelle des verstorbenen Jean-Jacques Welsinger. Dazu bestimmte die königliche Ordonnanz des 9. März 1545, dass eine Anzahlung zugunsten Jacques Brûlard für das Amt des königlichen Notars und Sekretärs zu leisten sei, das der Tod von Jean-Jacques Welsinger vakant gelassen hatte. Die Familie Welsinger musste wohlhabend sein, denn sie konnte Ämter bekleiden, die oft gegen Entgelt gekauft wurden; das ist der Fall von Hans-Jakob, der eine halbe Goldmark als Eintrittsrecht in das Kollegium der Notare und Sekretäre des Königs bezahlen sollte. Als Gegenleistung waren diese Amtsträger von jeglichen Gebühren, Pflichten und Steuern, die laut feudalem und herrschaftlichem Recht dem Landesherrn rechtmäßig zukommen sollten.
Christoph und Philipp hatten eine Schwester Marie († 27. Dezember 1579), die 1521 Apollinaris Kyrser aus Pforzheim heiratete (der mit dem bischöflich straßburgischen Kanzler Christof Welsinger verschwägerte Kyrser). Er besuchte die Universität Tübingen, promovierte 1535 und lehrte an der Albert-Ludwigs-Universität Freiburg. Er war Domdekan von Basel bis zum 27. Dezember 1579.
Die ideelle und affinitätsstiftende Verbindung mit dem Bruder Philipp Welsinger lässt sich auch dadurch herstellen, dass Kyrser um 1561 Kanzler des Johanniterordens war.
Marie Welsinger und Apollinaris Kyrser lebten in Freiburg, einer Universitätsstadt, die einen regen Kontakt mit den anderen Universitätsstädten Straßburg und Basel pflegte.

## Gesandter und Berater auf den Reichstagen

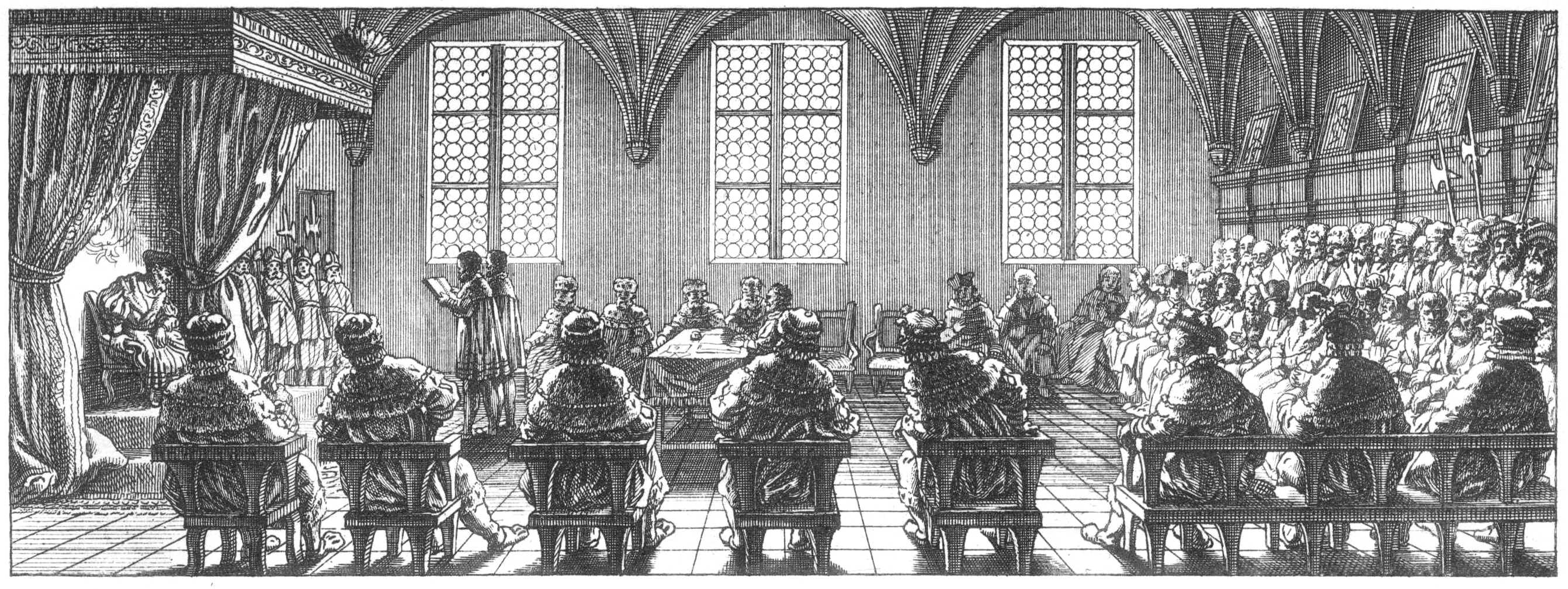
Reichstag zu Augsburg, Reichsfürstenrat

Die Schlussformel des Reichstags zu Augsburg 1555 listet alle anwesenden Reichsstände und deren Räte auf, die den Beschluss des Reichstags besiegeln sollen. Unter den geistlichen Fürsten sind folgende Namen zu lesen : Erasmus Bischof von Straßburg und Landgraf im Elsass, Christoff Welsinger (ohne Hinweis auf seine Funktion an der Seite des Prälaten).
Christoph Welsinger wird in den Reichsabschieden ausdrücklich als Kanzler erst ab 1545 in Worms zitiert. Man könnte daraus folgern, dass er vorher die Funktion des bischöflichen Rates erfüllt hat und dann befördert wurde.
Aus der Matrikel von 1521 lässt sich erkennen, dass Christoph Welsinger seine beratende und stellvertretende Funktion im Dienste des an Gicht erkrankten Bischofs Wilhelm von Hohnstein auf dem Reichstag in Regensburg 1541 begonnen hat. Der Bischof, der eben 1541 starb, ließ sich von Welsinger vertreten. Wilhelm von Hohnheim hatte jahrelang Eitelhans Rechburger als getreuen Gesandten und Berater. Christoph Welsinger war sein Nachfolger in diesem Amt. Deshalb arbeitete Welsinger hauptsächlich für Bischof Erasmus Schenk von Limburg zusammen. Für die sechs folgenden Reichstage ließ sich der Bischof Erasmus durch Gesandte oder andere unterzeichnende Reichsstände repräsentieren. Er erschien also 11 Jahre lang nie auf der geistlichen Bank des Reichsfürstenrates. Dagegen nahm Christoph Welsinger an jedem Reichstag entweder allein oder mit anderen Stellvertretern teil.
- 1544 unterzeichneten in Speyer Bernhard von Eberstein und Christoph Welsinger.[17]
- 1545 in Worms unterschrieben in der Reihenfolge Kanzler C. Welsinger, Notar Beyerlein, Wolfgang Götz und Adam Klett.[17]
- 1546 war Welsinger allein in Regensburg.[17]
- 1547/48 ist der Kanzler ebenfalls allein.[18]
- 1550/51 ließ sich der Bischof von Bischof Otto von Augsburg vertreten, doch Welsinger ist auch präsent genauso wie Georg von Wangen zu Geroldseck am Wasichen.[18]
- 1555 in Augsburg, wo der berühmte Augsburger Religionsfrieden besiegelt wurde, stand Christoph Welsinger allein als Sprecher des Fürstbistums Straßburg.[18]

Auf dem Reichstag von 1556 wurde Welsinger hochangerechnet, dass er nicht nur sein Fürstbistum effizient repräsentierte, sondern mit der Prokura von anderen geistlichen Herrschaften gekommen war und somit die Position der Prälaten im Reichsfürstenrat besser unterstützen konnte. Die königlichen Kommissare rieten dem König davon ab, die abwesenden geistlichen Stände selber anzumahnen. Zahlreiche Würdenträger und Fürsten fehlten auf der geistlichen Bank 1555. Damit der König unparteiisch bleibe, sollten es die Landesherren oder Vorgesetzten übernehmen, wie zum Beispiel die Erzbischöfe von Köln und Salzburg, der Herzog von Bayern oder die vorderösterreichische Regierung in Ensisheim. Letztere sollte die Reichstagsbeschickung von Straßburg, Murbach und Basel veranlassen. Der König entschied sich die obigen fehlenden Stände bis auf Trient nicht anmahnen zu lassen und wartete ab. Am 15. September 1556 berichteten die königlichen Kommissare, dass die geistliche Bank erfreulicherweise immer stärker gewesen sei, und zwar weil unter anderen der Straßburger Gesandte Welsinger mit 4 Stimmen eingetroffen war. Er hatte nämlich die Vollmacht vom Bistum Basel, der Fürstabtei Murbach und seinem Schwager, dem Johannitermeister.

## Abrechnung der Reichsstände im 16. Jahrhundert
Christoph Welsinger gibt einen guten Einblick in die Reise- und Verpflegungskosten, die für einen Aufenthalt auf einem Reichstag im 16. Jahrhundert aufgebracht werden mussten. Durch die Abrechnung des Gesandten des Straßburger Bischofs in Nürnberg vom 28. Juli bis zum 7. September 1542 kann man sich heute gut vorstellen, welche Ausgaben für eine offizielle Abordnung anfielen, um an den politischen Debatten und Entscheidungen des Reichs teilhaben zu können.
Die Abrechnung fängt mit Welsingers Abreise von Zabern im Elsass am 28. Juli an. Ein Schreiber namens Klett begleitet ihn. Ein Fuhrmann fährt den Wagen mit vier Pferden. Sie brauchen 9 Tage, um in Nürnberg anzukommen. Er logiert und kriegt Verpflegung beim Gasthaus Zum Ochsenfelder und bei der Riglerin für den Monat August.
Die Abrechnung enthält die Preise von der Hin- und Rückreise, die Übernachtungen und die Verpflegung, verschiedene Extraausgaben und Spesen. Der Gesamtbetrag beläuft sich auf 120 Gulden, 2 Batzen und 1 Kreuzer, eine beachtliche Summe für damalige Verhältnisse.